# القنصلية العامة لتونس في باريس
القنصلية العامة لتونس في باريس  (بالفرنسية: Consulat général de Tunisie à Paris)‏ هي تمثيلية قنصلية تابعة للجمهورية التونسية في فرنسا. تقع القنصلية في شارع لوباك (Rue de Lübeck) تحديدا في الدائرة السادسة عشر في باريس.

## قائمة القناصل العامون
القناصل العامون لتونس في باريس هم على التوالي:
| القنصل العام        | تاريخ التعيين  | تاريخ التعيين | تاريخ تقديم أوراق الاعتماد | تاريخ تقديم أوراق الاعتماد |
| ------------------- | -------------- | ------------- | -------------------------- | -------------------------- |
| صلاح الدين الجمالي  | 14 أكتوبر 1987 | [ 1 ]         |                            |                            |
| محمد السوداني       | 31 يوليو 1989  | [ 2 ]         |                            |                            |
| علي العربي العيدودي | 28 نوفمبر 2011 | [ 3 ]         |                            |                            |
| كريم عزوز           | 15 مايو 2013   | [ 4 ]         |                            |                            |
| محمد بوقمرة         | 14 أكتوبر 2014 | [ 5 ]         |                            |                            |
| علي الشعلالي        | 23 أكتوبر 2015 | [ 6 ]         |                            |                            |

## مقالات ذات صلة
- سفارة تونس في فرنسا
- العلاقات التونسية الفرنسية

## روابط خارجية
- الموقع الرسمي.